# Grumman F8F Bearcat
Грумман F8F «Бэркэт» (англ. Grumman F8F Bearcat; амер.разг. Задира, Драчун) — американский палубный истребитель периода Второй мировой войны. Создан в 1943—1944 годах фирмой Grumman по заказу ВМС США на лёгкий палубный истребитель для действия на малых и средних высотах, предназначенный для замены устаревавшего истребителя F6F «Хелкэт», также разработанного Grumman. Серийное производство F8F велось с начала 1945 по начало 1948 года, всего было выпущено 1014 самолётов. 
В войска самолёты этого типа начали поступать в мае 1945 года, однако в боевых действиях Второй мировой войны участия так и не приняли. F8F был одним из основных палубных истребителей ВМС США и Корпуса морской пехоты США в первые послевоенные годы, но с появлением в конце 1940-х годов палубных реактивных истребителей, F8F вскоре были полностью заменены ими и сняты с вооружения США в 1955 году, так и не приняв участие в боях.
По мере снятия с вооружения, F8F поставлялись французским ВВС, использовавшим их в ходе Индокитайской войны и Тайским ВВС, некоторое их количество также попало от французов к ВВС Южного Вьетнама, где F8F эксплуатировались вплоть до начала 1960-х годов.

## Тактико-технические характеристики

### Технические характеристики F8F-1 (F8F-2)
- Экипаж: 1 пилот
- Длина: 8,61 м
- Размах крыла: 10,92 м
- Высота: 4,21 м
- Площадь крыла: 22,67 м²
- Масса пустого: 3207 кг
- Масса снаряжённого: 4354 (4627) кг
- Максимальная взлётная масса: 5873 (6105) кг
- Двигатель: 1 × радиальный 18-цилиндровый Pratt & Whitney R2800-34W Double Wasp
- Мощность: 2100 (2250) л. с.

### Лётные характеристики
- Максимальная скорость: 680 (730) км/ч на 6000 м
- Практическая дальность: 2950 км
- Практический потолок: 11 800 (12 436) м
- Скороподъёмность: 23,2 м/с на уровне моря

### Вооружение
- 4 × 12,7-мм пулемёты Browning M2, M3 в корне крыла, на самолётах поздних серий заменены 4 × 20-мм пушками AN/M3
- 4 × 127-мм ракеты HVAR или 2 × 298-мм ракеты Tiny Tim или 2 бомбы по 1000 фнт на внешних подвесках или 1 бомба 752кг

## Операторы
США
- авиация ВМС США
- авиация КМП США

 Франция
- ВВС Франции: около 200 самолётов.

 Таиланд
- Королевские ВВС Таиланда: поставлялись с конца 1940-х гг, именовались B.Kh.15 (บ.ข.๑๕)

 Южный Вьетнам
- ВВС Республики Вьетнам: 28 самолётов переданы из состава ВВС Франции в 1956 году, с 1960 года их начали списывать.

## Интересный факт
- Предыдущий рекорд скорости, установленный в 1939 г. на самолёте Ме.209, продержался 30 лет и был перекрыт лишь в 1969 году на модифицированном F8F.[источник не указан 2418 дней]
- 21 августа 1989 г. Лайл Шелтон на самолёте Рэр Бэр (Rare bear) — модифицированный вариант модели Грумман F8F «Бэркэт» — установил рекорд скорости для этого класса летательных аппаратов, утверждённый Международной авиационной федерацией (ФАИ). Он пролетел дистанцию 3 км в районе Лас-Вегаса, шт. Невада, США, со скоростью 850,24 км/ч[2].